# Jacques Snoek
Jacob (Jacques) Snoek (Waarder, 4 september 1901 - Den Haag, 2 december 1989) was een Nederlands acteur.
In de jaren vijftig verkreeg Snoek landelijke bekendheid door zijn deelname aan de goedbeluisterde hoorspelserie Paul Vlaanderen, naar de verhalen over de detective Paul Temple van de Britse schrijver Francis Durbridge.
Hij was gehuwd met Rie Beyer. In 1940 speelde hij in de film "Ergens in Nederland"